# ヴァネッサ・ベル・キャロウェイ
ヴァネッサ・ベル・キャロウェイ（Vanessa Bell Calloway、1957年3月20日 - ）は、アメリカ合衆国の女優。

## 出演作品
- ハリエット
- ブルータル・ジャスティス
- アンブロークン: パス・トゥ・リデンプション
- リゾーリ＆アイルズ4
- ＮＣＩＳ　～ネイビー犯罪捜査班 シーズン11
- シェイムレス3 俺たちに恥はない
- リゾーリ＆アイルズ3
- シェイムレス2 俺たちに恥はない
- 続ハリーズ・ロー　裏通り法律事務所
- リンガー　～２つの顔～
- しあわせの処方箋 シーズン3（ゲイル）
- シェイムレス　俺たちに恥はない
- デトロイト 1-8-7
- デクスター　～警察官は殺人鬼 シーズン5
- しあわせの処方箋 シーズン2（ゲイル）
- コールドケース7 ザ・ファイナル
- ＣＳＩ：９　科学捜査班
- クローザー 第2シーズン
- ＣＳＩ：マイアミ3
- 12人のパパ
- バイカーボーイズ
- 恋のおかたづけしましョ！
- ボストン・パブリック シーズン1
- ラヴ・ソング（イービー・リビングストン）
- ドリームス・オブ・アメリカ
- デイライト（グレイス・キャロウェイ）
- ファンキー・サマー・ビーチ
- ベベズ・キッズ／俺たちラップが子守歌
- TINA ティナ
- 青春のサボイ・ボール
- ポリー／歌う天使
- 星の王子 ニューヨークへ行く
- クリムゾン・タイド
- レイクビュー・テラス 危険な隣人
- グレイズ・アナトミー恋の解剖学　シーズン12ー19話　ゲスト出演(ガンブル)
- 星の王子　ニューヨークへ行く2
- This Is Us シーズン6